# Kaahumanu II

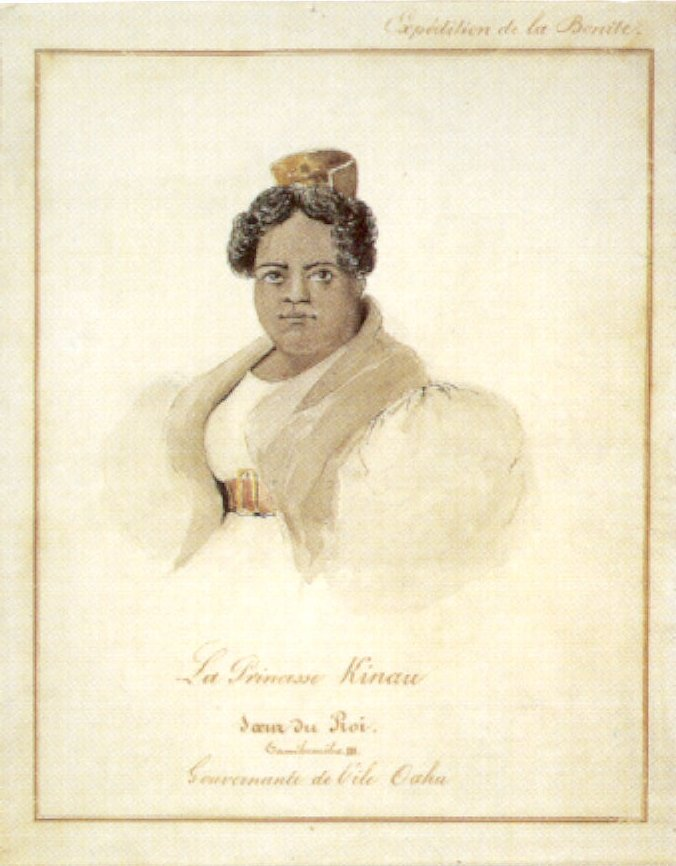
Kaahumanu II, avbildad av Barthélemy Lauvergne.

Kahumanu II, kristet namn Elizabeth Kinau, född 1805, död 1839, var en hawaiiansk prinsessa; drottning av Hawaii 1819-1824, ställföreträdande regent 1832-1833 och medregent 1832-1839. 
Hon var dotter till kung Kamehameha I av Hawaii. Hon gifte sig med sin halvbror kung Kamehameha II. Hon blev vid sin styvmor Kaahumanus död 1832 kuhina nui, medregent, till sin död. 
Åren 1832-33 var hon regent för sin bror Kamehameha III. Hon låg bakom den nya strafflag som proklamerades 1835. Hon antog den protestantiska kristendomen, och förföljde de katolska missionärerna. 
Hon var mor till tronföljaren och medregenten Victoria Kamamalu.